# Eucalyptus alaticaulis
Eucalyptus alaticaulis là một loài thực vật có hoa trong Họ Đào kim nương. Loài này được R.J.Watson & Ladiges mô tả khoa học đầu tiên năm 1987.